# Чигирин (судно)
«Чигирин» (А-540, до 2018 р. U540, до 1992 р. УК-96) — українське навчальне судно Академії ВМС України, побудоване у часи СРСР на верфі «Вісла» (заводський № 7) 20 грудня 1984 року у м. Гданськ (Польща). Катер входив до складу суден забезпечення Чорноморського вищого Військово-Морського училища ім. П. С. Нахимова. З 1992 р. у складі Військово-Морських Сил України як плавуча казарма.

## Особливості проекту
Навчання моряків у радянські часи потребувало значної кількості штатної техніки. Зважаючи на те, що у 1980-ті рр. йшло переозброєння ВМФ СРСР, то забезпечити випуск техніки власними силами було неможливо, саме тому було прийняте рішення про замовлення в уряду Польщі будівництва 21 одиниці навчальних суден проекту «УК».

## Історія корабля

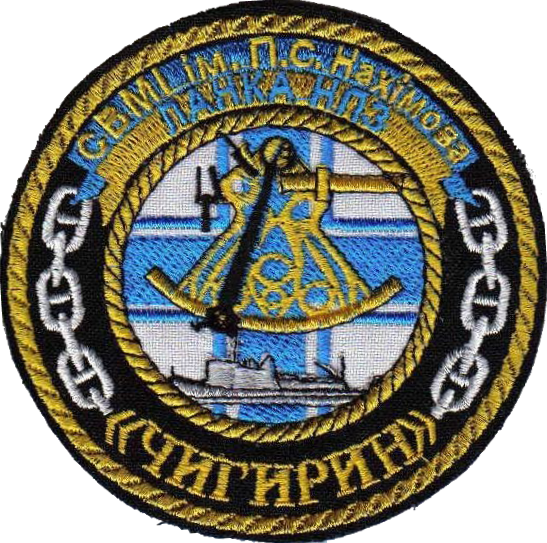
Шеврон моряків катера «Чигирин»

Судно весь час експлуатації використовується як навчально-тренувальна машина для відпрацювання навичок майбутніх моряків.
З 1996 р. крім навчальних цілей використовувалося як плавуча казарма для матросів. Внаслідок розподілу Чорноморського флоту у 1997 р. була передане Військово-Морським Силам України, де отримало нову назву — «Чигирин» (бортовий номер U-540).
У складі ВМС України катер проходив службу: з 10 серпня 1997 року по 27 листопада 2000 року — у складі 5-го дивізіону кораблів охорони водного району;
з 27 листопада 2000 року по 29 грудня 2000 року — у складі 5-ї бригади ОВР;
з 29 грудня 2000 року по 30 жовтня 2002 року — у складі 22-го дивізіону катерів охорони рейду.
з 30 жовтня 2002 року навчальний катер «Чигирин» входив до складу суден забезпечення Академії ВМС України імені П. С. Нахімова.

### Після російської інтервенції до Криму
26 березня 2014 року було повідомлено, що російські військові з сил вторгнення захопили катер.
В червні 2017 року завершилося відновлення навчального катера, який був неходовим від 2000 року. На ньому планується похід курсантів до портів Румунії та Болгарії.
3 серпня 2018 року розпочався похід катерів ВМСУ «Нова Каховка» (А542), «Сміла» (А541) та «Чигирин» (А540) із залученням курсантів 2-го та 5-го курсів Інституту ВМС та курсантів 2-го курсу відділення військової підготовки Морехідного коледжу. Заплановано провести морську практику для курсантів та зайти в порти Гельджук (Турецька Республіка), Констанца (Румунія) і Варна (Республіка Болгарія).

## Додаткова інформація
Над катером, відповідно до указу Президента України від 27.09.2010 № 918/2010, встановлено шефство Чигиринською районною державною адміністрацією.
У 2014 р. після початку російської інтервенції в Україну судно захоплене, прапор Військово-Морських Сил України спущено та піднято російський. Пізніше переданий українській стороні.